# Coupe de la Ligue

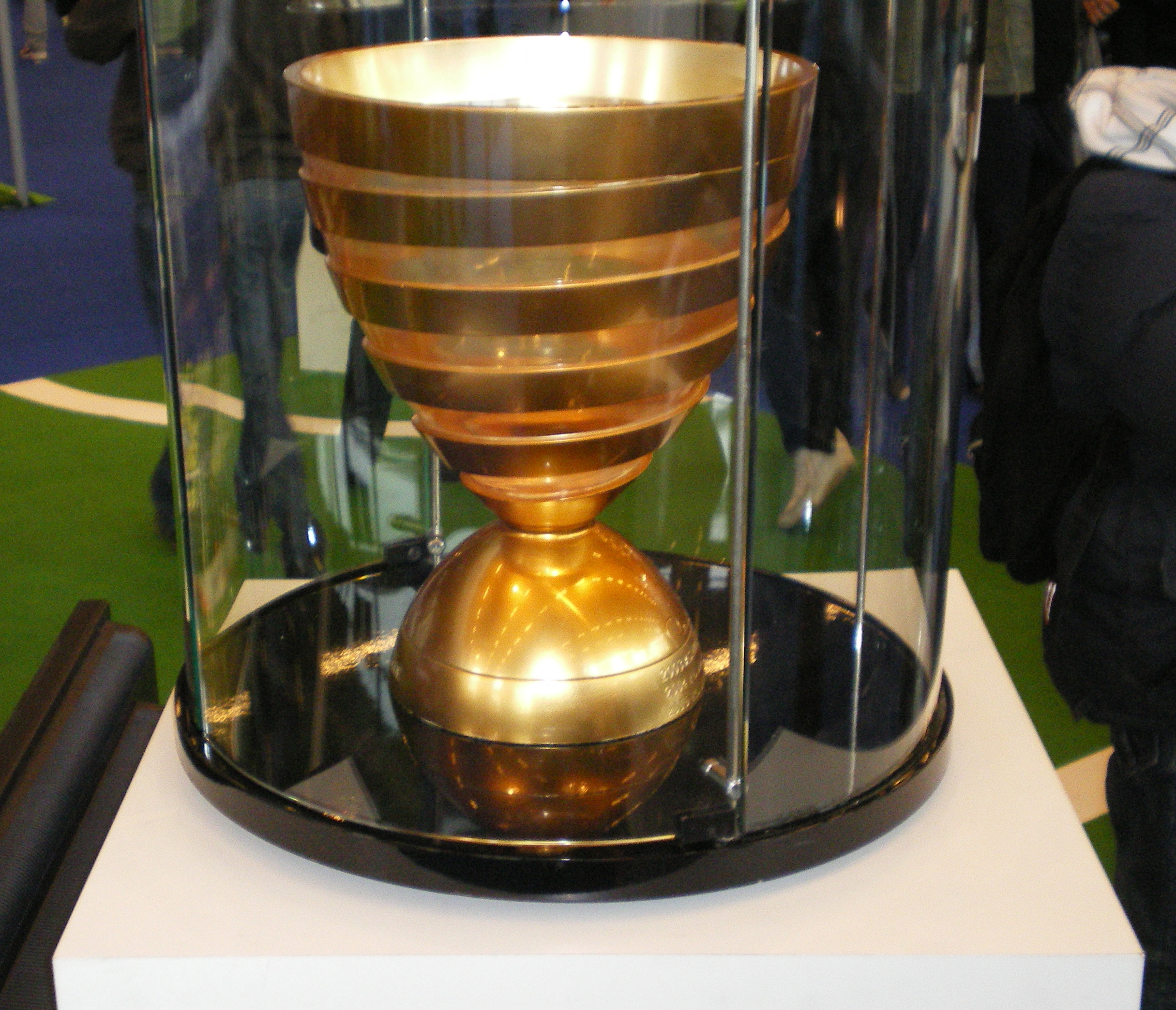
Coupe de la Ligue

Coupe de la Ligue je francouzský fotbalový pohár, mimo území Francie může být znám jako Francouzský ligový pohár. Tento vyřazovací pohár je organizován Ligue de Football Professionnel, která organizuje také profesionální ligové soutěže Ligue 1 a Ligue 2. Založen byl teprve roku 1994, ale předcházeli mu podobné jako Coupe Charles Drago (od roku 1953 do roku 1965), kde hrála mužstva vypadnuvší z Coupe de France, nebo od roku 1982 Coupe d'Eté (Letní pohár), který měl téměř stejnou formu jako Coupe de la Ligue.

## Přehled finále
Legenda
| 000 | Zápas byl rozhodnut až v prodloužení                      |
| 000 | Zápas se rozhodl až v penaltovém rozstřelu po prodloužení |

| Rok / finále | Vítěz                                           | Výsledek             | Finalista              | Stadión          | Počet diváků |
| ------------ | ----------------------------------------------- | -------------------- | ---------------------- | ---------------- | ------------ |
| 1995         | Paris Saint-Germain                             | 2:0                  | Bastia                 | Parc des Princes | 24 663       |
| 1996         | Metz                                            | 0:0 (5:4 na penalty) | Olympique Lyon         | Parc des Princes | 45 368       |
| 1997         | RC Strasbourg                                   | 0:0 (6:5 na penalty) | Girondins Bordeaux     | Parc des Princes | 39 878       |
| 1998         | Paris Saint-Germain                             | 2:2 (4:2 na penalty) | Girondins Bordeaux     | Stade de France  | 77 700       |
| 1999         | Lens                                            | 1:0                  | FC Metz                | Stade de France  | 78 180       |
| 2000         | FC Gueugnon                                     | 2:0                  | Paris Saint-Germain    | Stade de France  | 75 400       |
| 2001         | Olympique Lyon                                  | 2:1                  | AS Monaco              | Stade de France  | 78 000       |
| 2002         | Girondins Bordeaux                              | 3:0                  | FC Lorient             | Stade de France  | 75 923       |
| 2003         | AS Monaco                                       | 4:1                  | FC Sochaux-Montbéliard | Stade de France  | 75 379       |
| 2004         | FC Sochaux-Montbéliard                          | 1:1 (5:4 na penalty) | FC Nantes              | Stade de France  | 78 409       |
| 2005         | RC Strasbourg                                   | 2:1                  | SM Caen                | Stade de France  | 78 732       |
| 2006         | AS Nancy                                        | 2:1                  | OGC Nice               | Stade de France  | 76 830       |
| 2007         | Girondins Bordeaux                              | 1:0                  | Olympique Lyon         | Stade de France  | 79 072       |
| 2008         | Paris Saint-Germain                             | 2:1                  | RC Lens                | Stade de France  | 78 741       |
| 2009         | Girondins Bordeaux                              | 4:0                  | Vannes OC              | Stade de France  | 75 000       |
| 2010         | Olympique Marseille                             | 3:1                  | Girondins Bordeaux     | Stade de France  | 79 000       |
| 2011         | Olympique Marseille                             | 1:0                  | Montpellier HSC        | Stade de France  | 74 259       |
| 2012         | Olympique Marseille                             | 1:0                  | Olympique Lyon         | Stade de France  | 80 000       |
| 2013         | AS Saint-Étienne                                | 1:0                  | Stade Rennais          | Stade de France  | 79 087       |
| 2014         | Paris Saint-Germain                             | 2:1                  | Olympique Lyon         | Stade de France  | 78 489       |
| 2015         | Paris Saint-Germain                             | 4:0                  | SC Bastia              | Stade de France  | 72 000       |
| 2016         | Paris Saint-Germain                             | 2:1                  | Lille OSC              | Stade de France  | 68 640       |
| 2017         | Paris Saint-Germain                             | 4:1                  | AS Monaco              | Stade de France  |              |
| 2018         | Paris Saint-Germain                             | 3:0                  | AS Monaco              | Stade de France  |              |
| 2019         | Racing Strasbourg                               | 0:0, 4:1             | EA Guingamp            | Stade de France  |              |
| 2020         | (31. Juli) Olympique Lyon – Paris Saint-Germain |                      |                        |                  |              |

## Výsledky podle týmů
| Klub                | Vítěz | Finalista | Vítězné roky                                   | Finálová porážka       |
| ------------------- | ----- | --------- | ---------------------------------------------- | ---------------------- |
| Paris Saint-Germain | 8     | 1         | 1995, 1998, 2008, 2014, 2015, 2016, 2016, 2018 | 2000                   |
| Bordeaux            | 3     | 3         | 2002, 2007, 2009                               | 1997, 1998, 2010       |
| Marseille           | 3     | 0         | 2010, 2011, 2012                               | —                      |
| Strasbourg          | 3     | 0         | 1997, 2005, 2019                               | —                      |
| Olympique Lyon      | 1     | 4         | 2001                                           | 1996, 2007, 2012, 2014 |
| Metz                | 1     | 1         | 1996                                           | 1999                   |
| Lens                | 1     | 1         | 1999                                           | 2008                   |
| Monaco              | 1     | 3         | 2003                                           | 2001, 2017, 2018       |
| Sochaux             | 1     | 1         | 2004                                           | 2003                   |
| Gueugnon            | 1     | 0         | 2000                                           | —                      |
| Nancy               | 1     | 0         | 2006                                           | —                      |
| AS Saint-Étienne    | 1     | 0         | 2013                                           | —                      |
| Bastia              | 0     | 2         | —                                              | 1995, 2015             |
| Lorient             | 0     | 1         | —                                              | 2002                   |
| Nantes              | 0     | 1         | —                                              | 2004                   |
| Caen                | 0     | 1         | —                                              | 2005                   |
| Nice                | 0     | 1         | —                                              | 2006                   |
| Vannes              | 0     | 1         | —                                              | 2009                   |
| Montpellier         | 0     | 1         | —                                              | 2011                   |
| Stade Rennais       | 0     | 1         | —                                              | 2013                   |
| Lille OSC           | 0     | 1         | —                                              | 2016                   |
| EA Guingamp         | 0     | 1         | —                                              | 2019                   |